# Agapetus nimbulus
Agapetus nimbulus är en nattsländeart som beskrevs av Mclachlan 1879. Agapetus nimbulus ingår i släktet Agapetus och familjen stenhusnattsländor. Inga underarter finns listade i Catalogue of Life.